# Svalestære
Svalestære (Artamini) er en gruppe spurvefugle i kragefamilien Corvidae, sammen med bl.a. Kragefugle.
- Tribus Svalestære Artamini
  - Slægt Artamus
    - Brun svalestær, Artamus fuscus
    - Fijisvalestær, Artamus mentalis
    - Hvidrygget svalestær, Artamus monachus
    - Stor svalestær, Artamus maximus
    - Hvidbuget svalestær, Artamus leucorynchus
    - Bismarcksvalestær, Artamus insignis
    - Maskesvalestær, Artamus personatus
    - Hvidbrynet svalestær, Artamus superciliosus
    - Grå svalestær, Artamus cinereus
    - Mørk svalestær, Artamus cyanopterus
    - Lille svalestær, Artamus minor

  - Slægt Peltops
    - Højlandspeltops, Peltops montanus
    - Lavlandspeltops, Peltops blainvillii

  - Slægt Cracticus
    - Sort slagterfugl, Cracticus quoyi
    - Grå slagterfugl, Cracticus torquatus
    - Ceramslagterfugl, Cracticus cassicus
    - Tagulaslagterfugl, Cracticus louisiadensis
    - Sortrygget slagterfugl, Cracticus mentalis
    - Sangslagterfugl, Cracticus nigrogularis

  - Slægt Strepera
    - Broget currawong, Strepera graculina
    - Sort currawong, Strepera fuliginosa
    - Grå currawong, Strepera versicolor
      - Tasmansk currawong, Strepera versicolor arguta

  - Slægt Gymnorhina
    - Australsk fløjtefugl, Gymnorhina tibicen

  - Slægt Pityriasis
    - Pityriasis gymnocephala